# Famah
Famah  of Fahma (Arabisch: فحمه ) is een Palestijnse plaats op de Westelijke Jordaanoever.